# Bitwa o Konotop (2022)
Bitwa o Konotop – starcie zbrojne stoczone między Siłami Zbrojnymi Ukrainy a wojskami Federacji Rosyjskiej na obrzeżach i w pobliżu miasta Konotop w obwodzie sumskim, rozpoczęte 24 lutego 2022 roku (pierwszego dnia inwazji Rosji na Ukrainę).
Po początkowym nieudanym szturmie, a następnie rosyjskich ostrzałach miasta, 2 marca doszło do spotkania mera Konotopu Artema Semenichina z delegacją rosyjskiej armii na wiecu z mieszkańcami miasta. W wyniku zawartego porozumienia Rosjanie nie wprowadzili wojsk do miasta, nie utrudnili dalszego funkcjonowania transportu miejskiego ani nie usunęli ukraińskiej flagi z siedziby władz lokalnych. W zamian za to mieszkańcy zobowiązali się nie atakować wojsk okupacyjnych.
Oblężenie Konotopu zakończyło się na początku kwietnia wraz z końcem rosyjskiej okupacji obwodu sumskiego. W czasie okupacji Rosjanie uszkodzili część obiektów w samym mieście, a także zabili co najmniej czterech cywilów w rejonie konotopskim.

## Bitwa o miasto

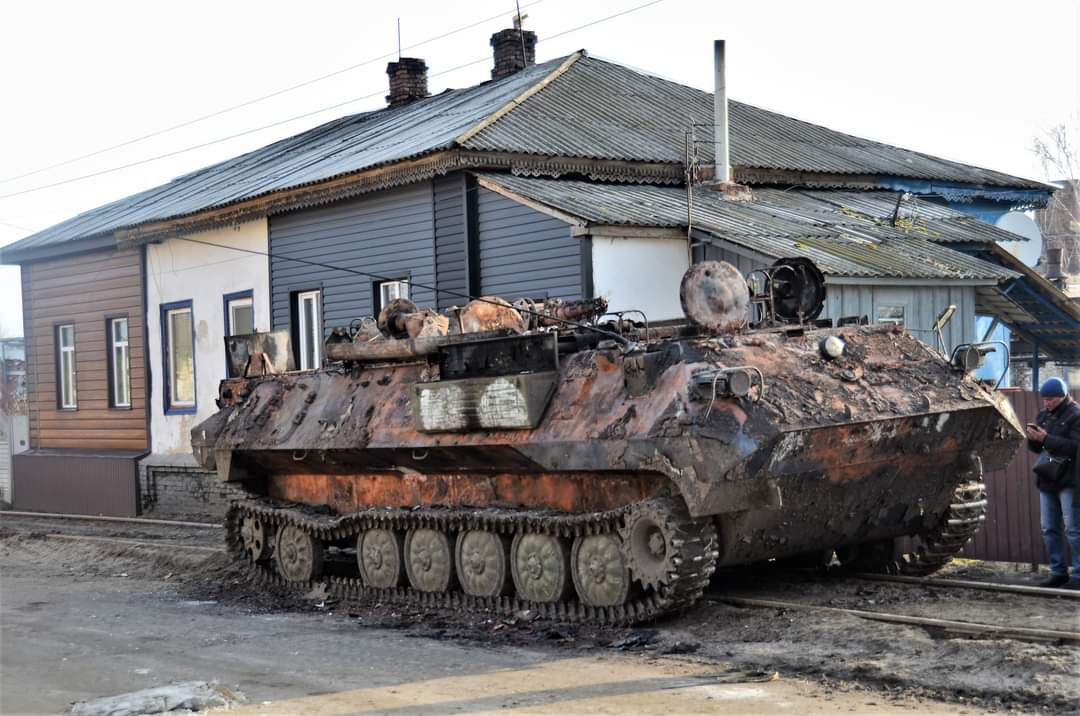
Rosyjski sprzęt wojskowy zniszczony w walkach na ulicach Konotopu, 25 lutego 2022 roku

Na wczesnym etapie inwazji na Ukrainę wojska rosyjskie planowały szybkie okrążenie i zdobycie Kijowa, a atak na stolicę Ukrainy został przeprowadzony z kilku kierunków jednocześnie. W obwodzie sumskim ofensywa rosyjska przebiegała wzdłuż linii Głuchów – Konotop – Niżyn, Sumy – Pryłuki, Trościaniec – Hadziacz. Początkowo Siły Zbrojne Ukrainy nie angażowały się w bezpośrednie starcia, a wojska rosyjskie nie napotkały większego oporu. 24 lutego około godziny 11:00 kolumna sprzętu znajdowała się w Burynie w rejonie konotopskim, o godzinie 17:00 dotarła do Sum. Wieczorem grupa wojsk rosyjskich licząca do 300 jednostek sprzętu zbliżyła się do Konotopu, gdzie 58 Samodzielna Brygada Piechoty Zmotoryzowanej stoczyła z nimi bój.
Walki na przedmieściach Konotopu trwały przez całą noc 25 lutego, a szturm na miasto rozpoczął się rano. Wojskom ukraińskim udało się odeprzeć atak: media, powołując się na dane ukraińskiej armii, podały, że strona rosyjska straciła 40 jednostek sprzętu. Po nieudanym szturmie wojska rosyjskie rozpoczęły ostrzał miasta, a oddziały Sił Zbrojnych Ukrainy wycofały się z Konotopu. Miasto zostało otoczone, a główne siły rosyjskie kontynuowały marsz w kierunku Kijowa. 25 lutego Sztab Generalny Sił Zbrojnych Ukrainy poinformował o stracie Konotopu.
W rzeczywistości miasto zostało otoczone, ale nie zdobyte. Wojsko rosyjskie próbowało za pomocą gróźb i obietnic nakłonić lokalne władze do poddania się, a mieszkańców do przyłączenia się do „Rosyjskiej Armii Wyzwoleńczej”. Rosyjscy wojskowi prowadzili negocjacje z władzami miasta i stawiali ultimatum żądając złożenia broni przez mieszkańców. Władze lokalne poinformowały, że wojska rosyjskie w pobliżu Konotopu borykały się z problemami z paliwem i żywnością, a żołnierze próbowali kupić to, czego potrzebowali od miejscowych lub dokonywali grabieży. Doniesienia te potwierdzały ukraińskie media.
2 marca, gdy do Konotopu przybyła delegacja rosyjskiej armii, mer miasta Artem Semenichin zorganizował wiec, na którym przedstawił mieszkańcom rosyjskie groźby zrównania miasta z ziemią, jeśli opór nie ustanie. Miejscowi witali rosyjskich żołnierzy pogardliwymi okrzykami. Na jednym z nagrań widać rosyjskiego żołnierza, idącego w towarzystwie Semenichina przez niezadowolony tłum, trzymającego w uniesionych rękach granaty jako wyraz groźby wobec mieszkańców. Negocjacje na wiecu 2 marca zakończyły się porozumieniem z siłami okupacyjnymi w sprawie poddania miasta pod warunkiem, że wojska rosyjskie nie zmienią władz miasta, nie wprowadzą wojsk na jego terytorium, nie utrudnią funkcjonowania transportu miejskiego ani nie usuną ukraińskiej flagi. W zamian władze miasta zgodziły się, że mieszkańcy nie będą atakować sił okupacyjnych. 15 marca strona ukraińska i rosyjska zgodziły się na otwarcie korytarza humanitarnego dla ewakuacji części mieszkańców Konotopu.
Podczas okupacji obwodu sumskiego miejscowa społeczność katolicka udzieliła pomocy mieszkańcom Konotopu, dając schronienie kilku rodzinom i dostarczając żywność 1500 osobom. Ukraina zwróciła się do Czerwonego Krzyża z prośbą o zorganizowanie korytarza humanitarnego na trasie Sumy – Szostka – Romny – Konotop – Ochtyrka. Część mieszkańców ewakuowano z Konotopu do Połtawy leżącej w sąsiednim obwodzie połtawskim. Na początku kwietnia oblężenie Konotopu zostało zakończone w ramach ukraińskiej kontrofensywy.

### Zbrodnie wojenne
Podobnie jak na innych okupowanych terenach, w rejonie konotopskim wojsko rosyjskie wykazywało się okrucieństwem wobec miejscowej ludności. Na początku marca siły ukraińskie odkryły trzy zmasakrowane ciała cywilów w pobliżu Konotopu, na co strona rosyjska odpowiedziała oskarżeniami o ukraińską prowokację. Wśród zdarzeń badanych przez ukraińskie organy ścigania znajduje się zabójstwo 41-letniego mieszkańca Konotopu, który został torturowany, postrzelony i porzucony na obrzeżach wsi Simjaniwka.
W czerwcu 2022 roku ukraińscy śledczy zidentyfikowali jednego z oficerów biorących udział w przemocy wobec cywilów. Na rozkaz komendanta wojskowego z Samary, podpułkownika Gieorgija Petrunina, rosyjscy wojskowi porwali i bezprawnie przetrzymywali, bili i torturowali cywilów w rejonie konotopskim. Pod groźbą pozasądowej egzekucji żołnierze zażądali od miejscowej ludności informowania o weteranach wojny w Donbasie i członkach Sił Operacji Specjalnych Sił Zbrojnych Ukrainy, a także o miejscach składowania broni. Petrunin zginął pod koniec marca 2022 roku w trakcie rosyjskiej inwazji na Ukrainę.

## Skutki i odbudowa

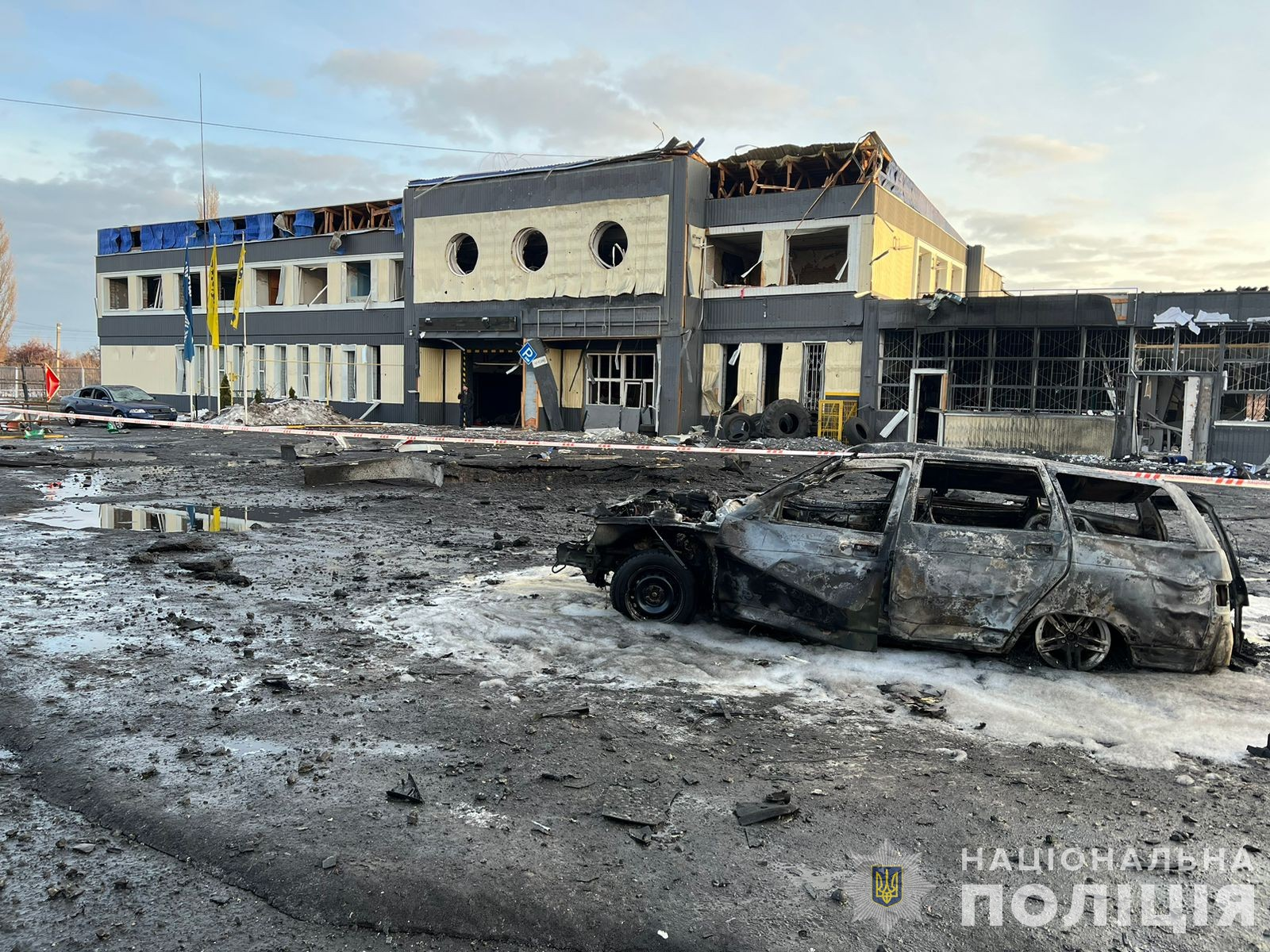
Skutki rosyjskiego ataku na miasto 29 grudnia 2023 roku

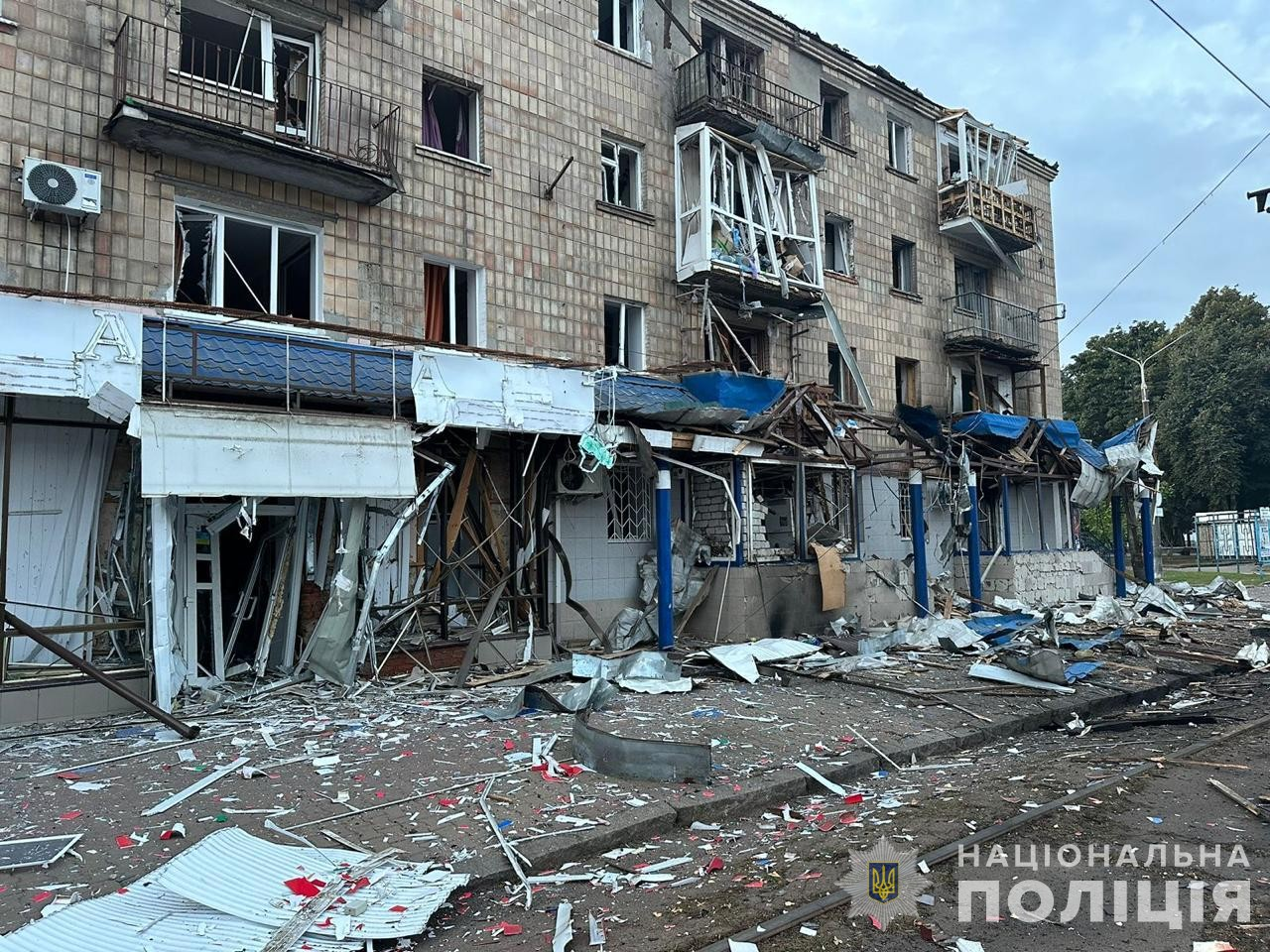
Blok uszkodzony w rosyjskim ataku dronowym 12 września 2024 roku

Podczas walk w Konotopie uszkodzeniu uległa część taboru tramwajowego, dlatego komunikacja miejska funkcjonowała w ograniczonym zakresie. W lutym 2023 roku władze Warszawy przekazały Konotopowi łącznie 23 wagony tramwajowe Konstal 105Na. W ramach wsparcia dla miasta polska stolica przekazała m.in. samochody ciężarowe, naczepy, maszyny budowlane, autobusy, auta osobowe oraz sprzęt do naprawy sieci trakcyjnych. W geście wdzięczności mer Artem Semenichin zapowiedział nazwanie jednej z ulic Konotopu ulicą Warszawską.
Władze czeskiej Ostrawy przekazały miastu 25 tramwajów Tatra T3 i Tatra T6B5 oraz trzy autobusy Solaris. W 2023 roku miastem partnerskim Konotopu został Stargard. Od tego czasu w ramach pomocy dla ukraińskiego partnera władze i mieszkańcy miasta przekazali agregaty prądotwórcze, piły, pilarki tarczowe, szlifierki, pompy wody, podnośniki samochodowe oraz śmieciarkę, a także przyjęli konotopską młodzież na ferie zimowe w Stargardzie.
Działania wojenne w okolicach Konotopu wyrządziły szkody miejscowej populacji zagrożonych wyginięciem żubrów. Mimo że w bezpośrednim sąsiedztwie ich siedliska nie toczyły się żadne walki, hałas i odległe odgłosy strzałów były dla żubrów stresujące, wskutek czego poszły głęboko w las i wróciły na swoje dawne miejsce dopiero po roku. Stres wpłynął również na ich populację: w ciągu roku od rozpoczęcia inwazji w stadzie żubrów zamieszkującym okolice Konotopu nie urodziło się ani jedno młode.
Niedługo po wyzwoleniu Konotopu, 5 maja 2022 roku, w mieście zakazano działalności Ukraińskiego Kościoła Prawosławnego Patriarchatu Moskiewskiego. Władze lokalne tłumaczyły to zagrożeniem dla bezpieczeństwa narodowego Ukrainy. Miasto rozpoczęło proces zmiany nazw ulic: we wrześniu 2022 roku miejska grupa robocza ds. derusyfikacji zaproponowała zmianę nazw około jednej trzeciej ulic miasta, których nazwy budziły skojarzenia z Rosją lub Związkiem Radzieckim. Również pod koniec 2022 roku władze miasta przeniosły obchody Dnia Miasta z 6 września (rocznicy wyzwolenia Konotopu z niemieckiej okupacji w czasie II wojny światowej) na drugą sobotę lipca – dzień bitwy pod Konotopem w 1659 roku, w której siły Hetmanatu, Chanatu Krymskiego i Rzeczpospolitej Trojga Narodów pokonały wojska Carstwa Moskiewskiego.
W kolejnych miesiącach wojny Konotop był wielokrotnie ostrzeliwany, a celem ostrzałów była infrastruktura cywilna. W wyniku ataku rakietowego 29 grudnia 2023 roku w Konotopie uszkodzeniu uległ budynek mieszkalny i serwis samochodowy, a trzy osoby zostały ranne. 12 września 2024 roku obwód sumski został zaatakowany przez rosyjskie drony kamikaze Shahed 136. W Konotopie drony uderzyły w budynki mieszkalne, szpital, szkołę, tramwaj i obiekty energetyczne, a 14 osób zostało rannych.

## Bitwa w kulturze
Pokojowy opór mieszkańców Konotopu przeciwko rosyjskiej inwazji przypomniał Ukraińcom ludową opowieść o czarownicach z Konotopu, która stała się sławna w 1833 roku dzięki satyrycznej opowieści Konotopśka wid´ma autorstwa ukraińskiego pisarza Hryhorija Kwitki-Osnowjanenki. W czasie inwazji popularność zyskało nagranie, na którym mieszkanka Konotopu mówi do rosyjskiego żołnierza: „Czy ty w ogóle wiesz, gdzie jesteś? To jest Konotop, tutaj co druga kobieta jest czarownicą. Twój penis jutro już nie wstanie”.
W sierpniu 2024 roku w Narodowym Akademickim Teatrze Dramatycznym im. Iwana Franki w Kijowie odbyła się premiera spektaklu „Czarownica z Konotopu” opartego na opowiadaniu Kwitki-Osnowjanienki, w którym występowało wiele paraleli z wojną rosyjsko-ukraińską (np. zjednoczenie bohaterów w celu przeciwstawienia się carskiej Rosji). W tym samym miesiącu ukazał się horror „Wiedźma z Konotopu”, którego główną bohaterką była czarownica, mszcząca się na rosyjskich żołnierzach za zabójstwo swojego kochanka. W pierwszym miesiącu od premiery film zarobił ponad 1,1 miliona dolarów.